# Beth Behrs
Elizabeth Ann Behrs, detta Beth (Lancaster, 26 dicembre 1985), è un'attrice statunitense.
È conosciuta al grande pubblico, principalmente per il ruolo di Caroline Channing nella serie televisiva 2 Broke Girls andata in onda per sei stagioni, e per il personaggio di Gemma Johnson nella sitcom The Neighborhood.

## Biografia
Nata in Pennsylvania, è la figlia maggiore di David Behrs, rettore di college, e Maureen Behrs, una maestra di prima elementare. Ha una sorella di sei anni più piccola. La famiglia Behrs si trasferì a Lynchburg, in Virginia, nel 1989, dove Beth passò l'infanzia. Iniziò a recitare a teatro a soli quattro anni, coltivando contemporaneamente anche la passione per il calcio.
All'età di quindici anni si trasferì di nuovo con la famiglia nella contea di Marin, in California, nella San Francisco Bay Area. 
Dopo una relazione di otto anni, Beth Behrs si è sposata con Michael Gladis il 21 luglio 2018. Il 13 giugno 2022 ha dato l'annuncio sui social della nascita della prima figlia.

## Carriera
Nel 2001 Beth cominciò a frequentare la Tamalpais High School, dove fu accettata nello stimato programma di teatro della scuola. Ha studiato all'American Conservatory Theater di San Francisco, per poi esibirsi nel musical Dangling Conversations: The Music of Simon and Garfunkel e nelle opere Korczak's Children e A Bright Room Called Day di Tony Kushner.
Nel 2004 Beth si trasferì a Los Angeles, in California, per studiare recitazione alla UCLA nel corso School of Theater, Film and Television. Nel 2005 ha recitato la parte di Sandy Dumbrowski in una produzione di Grease della compagnia Ray of Light Teather di San Francisco. Cominciò poi a fare provini per diversi ruoli e si laureò nel 2008 in teoria critica.
Nel 2009 ha esordito al cinema nel film American Pie presenta: Il manuale del sesso. Successivamente, lavora nel campo televisivo apparendo come guest star nelle serie TV NCIS: Los Angeles e Castle.
Nel 2011, dopo sette audizioni, ottiene il ruolo di Caroline Channing, co-protagonista di Max Black (Kat Dennings) nella serie 2 Broke Girls ottenendo notorietà. Lavora nella sitcom fino alla sua cancellazione avvenuta nel 2017.
Nel 2013, doppia Carrie Williams nel film d'animazione Monsters University.

## Filmografia

### Attrice

#### Cinema
- American Pie presenta: Il manuale del sesso (American Pie Presents: The Book of Love), regia di John Putch (2009)
- Adventures of Serial Buddies, regia di Keven Undergaro (2011)
- Route 30, Too!, regia di John Putch (2012)
- Hello, My Name Is Doris, regia di Michael Showalter (2015)
- Chasing Eagle Rock, regia di Erick Avari (2014)

#### Televisione
- NCIS: Los Angeles – serie TV, episodio 2x11 (2010)
- Castle – serie TV, episodio 3x20 (2011)
- Starf*ckers – serie TV (2011)
- Pretty Tough – serie TV (2011)
- 2 Broke Girls – serie TV, 138 episodi (2011-2017)
- Repeat After Me – serie TV, episodio 1x03 (2015)
- The Big Bang Theory – serie TV, episodio 11x14 (2018)
- Culture Clash – film TV (2018)
- The Neighborhood – serie TV (2018-in corso)
- Paltrocast with Darren Paltrowitz – serie TV, un episodio (2021)

#### Cortometraggi
- The Argument with Beth Behrs & Michael Gladis, regia di Holt Bailey e Brian Steele (2012)
- So You Think You Can Prance, regia di Denny Jelinek (2013)
- Judy Greer Is the Best Friend, regia di Andrew Bush (2014)

#### Videoclip
- Downtown di Lady Antebellum (2013)

## Doppiaggio
- Carrie Williams in Monsters University, regia di Dan Scanlon (2013)

## Doppiatrici italiane
Nelle versioni in italiano dei suoi lavori, Beth Behrs è stata doppiata da:
- Ilaria Latini in 2 Broke Girls, Hello, My Name Is Doris, The Big Bang Theory
- Gemma Donati in American Pie presenta: Il manuale del sesso
- Rachele Paolelli in Pretty Tough - Rivali in famiglia
- Francesca Zavaglia in The Neighborhood[3]

Da doppiatrice è sostituita da:
- Martina Stoessel in Monsters University